# Olga Lepeșinskaia
Olga Borisovna Lepeșinskaia (rusă Ольга Борисовна Лепешинская) născută Protopopova (rusă Протопопова) (n. 18 august 1871, Perm, Rusia - d. 2 octombrie 1963, Moscova) a fost un biolog sovietic, membră a Academiei de Științe a URSS. Ea a fost protejată de Lenin, Stalin, Trofim Lîsenko și Aleksandr Oparin, teoriile ei pseudo-științifice privind generația spontanee având un profund impact negativ asupra dezvoltării științei în URSS.